# Arcuatopterus harae
Arcuatopterus harae là một loài thực vật có hoa trong họ Hoa tán. Loài này được (Pimenov) Pimenov & Ostr. mô tả khoa học đầu tiên năm 2000.